# Сіллі Оссем
Сіллі Оссем (нім. Cilly Aussem; 4 січня 1909 — 22 березня 1963) — колишня німецька тенісистка.
Найвищу одиночну позицію світового рейтингу — 2 місце досягла 1930 року.
Перемагала на турнірах Великого шолома в одиночному та змішаному парному розрядах.
Завершила кар'єру 1935 року.

## Фінали турнірів Великого шолома

### Одиночний розряд: 2 (2 перемоги)
| Результат | Рік  | Турнір               | Покриття | Суперниця                  | Рахунок  |
| --------- | ---- | -------------------- | -------- | -------------------------- | -------- |
| Перемога  | 1931 | Чемпіонат Франції    | Ґрунт    | Бетті Натголл              | 8–6, 6–1 |
| Перемога  | 1931 | Вімблдонський турнір | Трава    | Гільде Кравінкель-Сперлінг | 6–2, 7–5 |

### Парний розряд: 1 (1 поразка)
| Результат | Рік  | Турнір            | Покриття | Партнерка     | Суперниці                   | Рахунок  |
| --------- | ---- | ----------------- | -------- | ------------- | --------------------------- | -------- |
| Поразка   | 1931 | Чемпіонат Франції | Ґрунт    | Елізабет Раян | Ейлін Беннетт Бетті Натголл | 7–9, 2–6 |

### Мікст: 1 (1 перемога)
| Результат | Рік  | Турнір            | Покриття | Партнерка   | Суперниці               | Рахунок  |
| --------- | ---- | ----------------- | -------- | ----------- | ----------------------- | -------- |
| Перемога  | 1930 | Чемпіонат Франції | Ґрунт    | Білл Тілден | Ейлін Беннетт Анрі Коше | 6–4, 6–4 |

## Часова шкала турнірів Великого шлему в одиночному розряді
| W | Ф | ПФ | ЧФ | #Р | КТ | К# | DNQ | A | NH |

| Турнір                                 | 1927  | 1928  | 1929  | 1930  | 1931  | 1932  | 1933  | 1934  | Career SR |
| -------------------------------------- | ----- | ----- | ----- | ----- | ----- | ----- | ----- | ----- | --------- |
| Відкритий чемпіонат Австралії з тенісу |       |       |       |       |       |       |       |       | 0 / 0     |
| Відкритий чемпіонат Франції з тенісу   | ЧФ    | 3р    | ПФ    | ПФ    | П     | ЧФ    | 2р    | ПФ    | 1 / 8     |
| Вімблдонський турнір                   | 2р    | ЧФ    | 4р    | ПФ    | П     | 1р1   |       | ЧФ    | 1 / 7     |
| Відкритий чемпіонат США з тенісу       |       |       |       |       |       |       |       |       | 0 / 0     |
| SR                                     | 0 / 2 | 0 / 2 | 0 / 2 | 0 / 2 | 2 / 2 | 0 / 2 | 0 / 1 | 0 / 2 | 2 / 15    |

1 Оссем не грала. Її суперниця здобула перемогу без гри.